# Kap Tokarew
Das Kap Tokarew (russisch Мыс Токарева Mys Tokarewa, englisch Cape Tokarev) ist ein Eiskap an der ostantarktischen Georg-V.-Küste. Es liegt unmittelbar östlich des Cook-Schelfeises.
Luftaufnahmen entstanden bei der US-amerikanischen Operation Highjump (1946–1947) sowie 1958 bei einer sowjetischen Antarktisexpedition. Russische Wissenschaftler benannten es nach dem Biologen Alexei K. Tokarew (1915–1957), der auf der Rückreise von einer weiteren sowjetischen Antarktisexpedition gestorben war.